# Flughafen San Andrés

i7
i11
i13
Der internationale Flughafen San Andrés (spanisch Aeropuerto Gustavo Rojas Pinilla; IATA-Flughafencode: ADZ, ICAO-Flugplatzcode: SKSP) ist der wichtigste Flughafen im Archipel von San Andrés und Providencia. Der Flughafen wurde nach Gustavo Rojas Pinilla, dem ehemaligen Präsidenten der Republik Kolumbien, umbenannt, der den Bau des Flughafens anordnete und damit Mitte der 1950er Jahre erstmals die Karibikinsel mit dem kolumbianischen Festland verbinden konnte. Er liegt im Norden der Insel San Andrés. Er hat eine Asphaltlandebahn mit der Länge von 2375 m.  Der erste Name des Flughafens war „Aeropuerto Sesquicentenario“. Betreiber ist seit 2015 die Aeronáutica Civil. Der Flughafen San Andrés gilt durch den Tourismus als einer der verkehrsreichsten Flughäfen der Region und ist mit 911.171 Passagieren im Jahr 2006 der sechstgrößte Flughafen in Kolumbien.